# Nadežda Andreevna Durova
Nadežda Andreevna Durova, conosciuta anche come Aleksandr Durov, Aleksandr Sokolov e Aleksandr Andreevič Aleksandrov (in russo Надежда Андреевна Дурова?; Kiev, 17 settembre 1783 – Elabuga, 21 marzo 1866), è stata un'ufficiale russa.
Fu una donna che militò come soldato nella cavalleria russa durante le guerre napoleoniche. Grazie al suo coraggio si guadagnò diverse medaglie e venne promossa ufficiale, diventando così, per quanto se ne sappia, la prima donna ufficiale della storia militare russa. Le sue memorie, Memorie del cavalier-pulzella, sono un documento rilevante della sua epoca.

## Biografia

### I primi anni

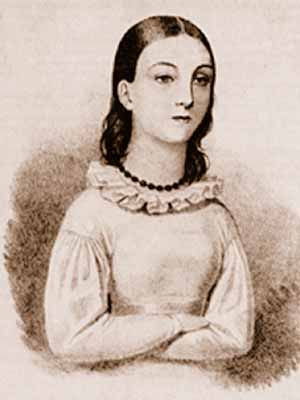
Nadežda Durova a circa tredici anni.

Nadežda Durova nacque in un campo militare a Kiev. Suo padre, un maggiore russo, l'affidò alle cure dei suoi soldati dopo un incidente che la ferì gravemente durante l'infanzia quando sua madre la fece cadere fuori dal finestrino di una carrozza in movimento. Da bambina Durova imparò tutti i comandi di marcia standard e il suo giocattolo preferito era una pistola scarica.
Dopo che suo padre si ritirò dal servizio, continuò a giocare con le sciabole rotte e spaventò la sua famiglia domando segretamente uno stallone. Nel 1801 sposò un giudice di Sarapul e diede alla luce un figlio nel 1803. Alcuni resoconti sostengono che fuggì da casa sua con un ufficiale cosacco nel 1805. Nel 1807, all'età di ventiquattro anni, si travestì da ragazzo, abbandonò suo figlio e suo marito e cavalcando il suo cavallo Alkid si arruolò nel Reggimento di cavalleria polacco (in seguito classificato come Ulani) sotto lo pseudonimo di Aleksandr Sokolov.

### Servizio militare
Combatté nei principali scontri russi della campagna prussiana del 1806-1807. Durante due di quelle battaglie salvò la vita a due compagni soldati russi. Il primo era un compagno caduto da cavallo sul campo di battaglia e che subì una commozione cerebrale: gli diede il primo soccorso sotto il fuoco pesante e lo portò in salvo mentre l'esercito si ritirava attorno a loro. Il secondo era un ufficiale, senza cavallo ma non ferito: tre dragoni francesi si stavano avvicinando a lui, ella strinse la lancia, cacciò il nemico e, contro il regolamento, lasciò che l'ufficiale prendesse in prestito il proprio cavallo per accelerare la sua ritirata, il che la rendeva più vulnerabile agli attacchi.
Durante la campagna scrisse una lettera alla sua famiglia spiegando la sua scomparsa. I familiari usarono le loro conoscenze nel disperato tentativo di localizzarla. La voce di un'amazzone nell'esercito raggiunse lo zar Alessandro I, che si interessò personalmente. La catena di comando di Durova riferì che il suo coraggio era impareggiabile. Convocata al palazzo di San Pietroburgo impressionò lo Zar, tanto che fu insignita della Croce di San Giorgio e fu promossa a tenente in un'unità ussara. La storia dell'eroina nell'esercito sotto il nome di Aleksandr Sokolov divenne famosa a quel tempo. Quindi lo zar le assegnò un nuovo pseudonimo, Aleksandrov, basato sul proprio nome.
L'aspetto giovane di Durova danneggiò le sue possibilità di promozione. In un'epoca in cui ci si aspettava che gli ufficiali russi si facessero crescere i baffi, sembrava un ragazzo di sedici anni. Si trasferì dagli ussari al reggimento lituano ulano per evitare la figlia del colonnello che si era innamorata di lei. Durova combatté durante l'invasione di Napoleone in Russia nel 1812. Partecipò alla battaglia di Smolensk. Durante la battaglia di Borodino una palla di cannone la ferì a una gamba, eppure continuò a svolgere il suo pieno servizio per diversi giorni dopo fino a quando il suo comando le ordinò di riprendersi. Si ritirò dall'esercito nel 1816 con il grado di rittmeister, equivalente del capitano tenente.
Un incontro casuale la presentò ad Aleksandr Puškin circa venti anni dopo. Quando seppe che aveva tenuto un diario durante il servizio militare, la incoraggiò a pubblicarlo come un libro di memorie. Durova lo pubblicò come Memorie del cavalier-pulzella nel 1836. Durova inoltre scrisse altri cinque romanzi. Continuò a indossare abiti maschili per il resto della sua vita. Morì a Elabuga e fu sepolta con il massimo delle onorificenze militari.

## Opere tradotte in italiano
- Memorie del cavalier-pulzella, traduzione di Pia Pera, Palermo, Sellerio editore, 1988.